# Obolo (Akwa Ibom)
Obolo é uma vila no estado de Akwa Ibom no sudeste da Nigéria.